# Oroxylum indicum
Oroxylum indicum Vent., conhecida pelo nome comum de ababangai, é uma espécie de arbustos da família das bignoniáceas, nativo do leste da Índia e das Filipinas.

## Descrição
A sua casca tem aplicações medicinais, como tónico e adstringente (sendo usado no caso de diarreias). A oroxilina, uma substância cristalina amarela, foi obtida a partir da casca por David Naylor e Chapman, e das sementes por Hooper. As sementes são usadas para fins veterinários.
O nome do género, Oroxylum, significa, em latim, "horror da meia-noite". Indicum refere-se à localização geográfica de onde a planta é proveniente. O gênero também é conhecido como Calosanthes ou Hippoxylon.

## Nome e referências

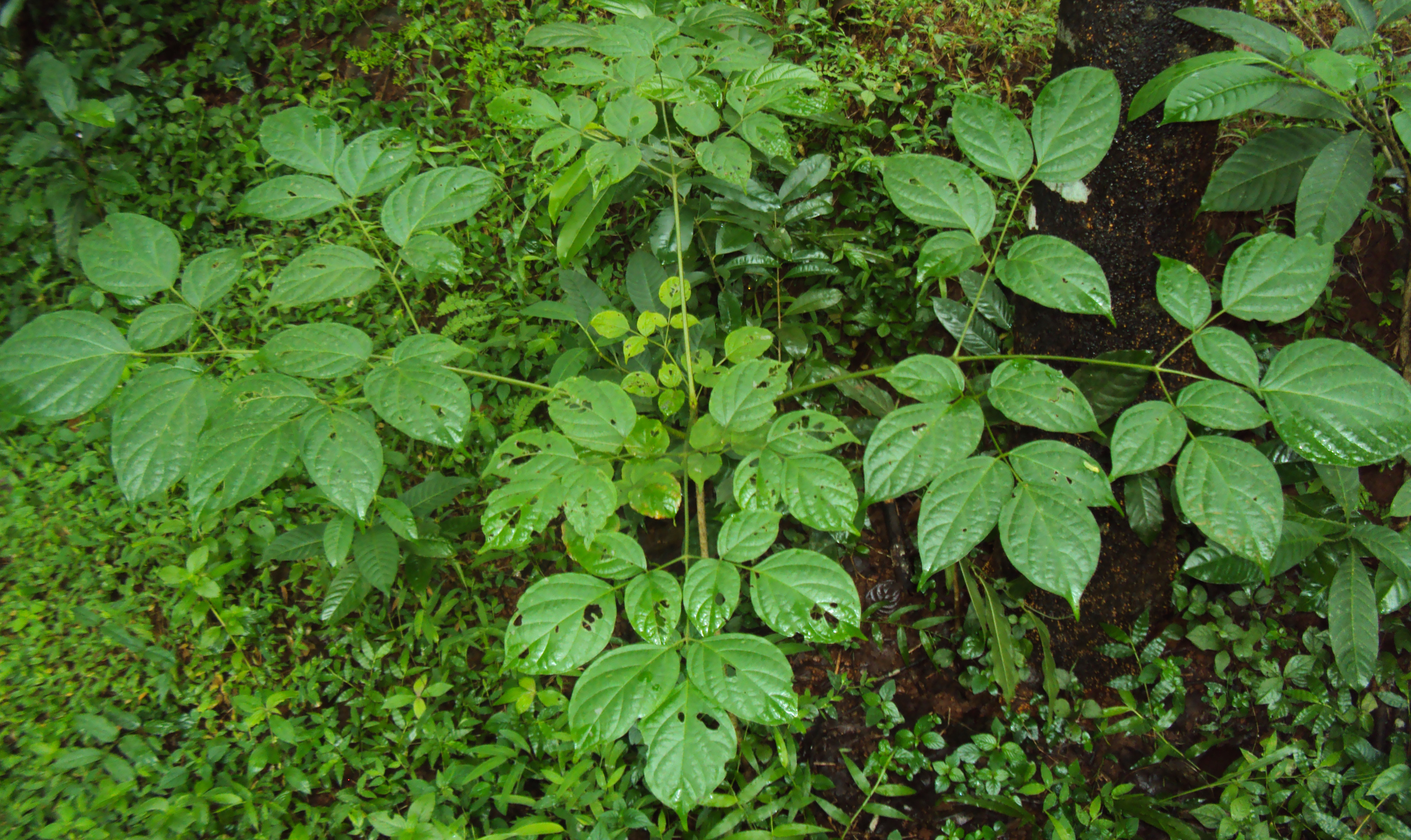
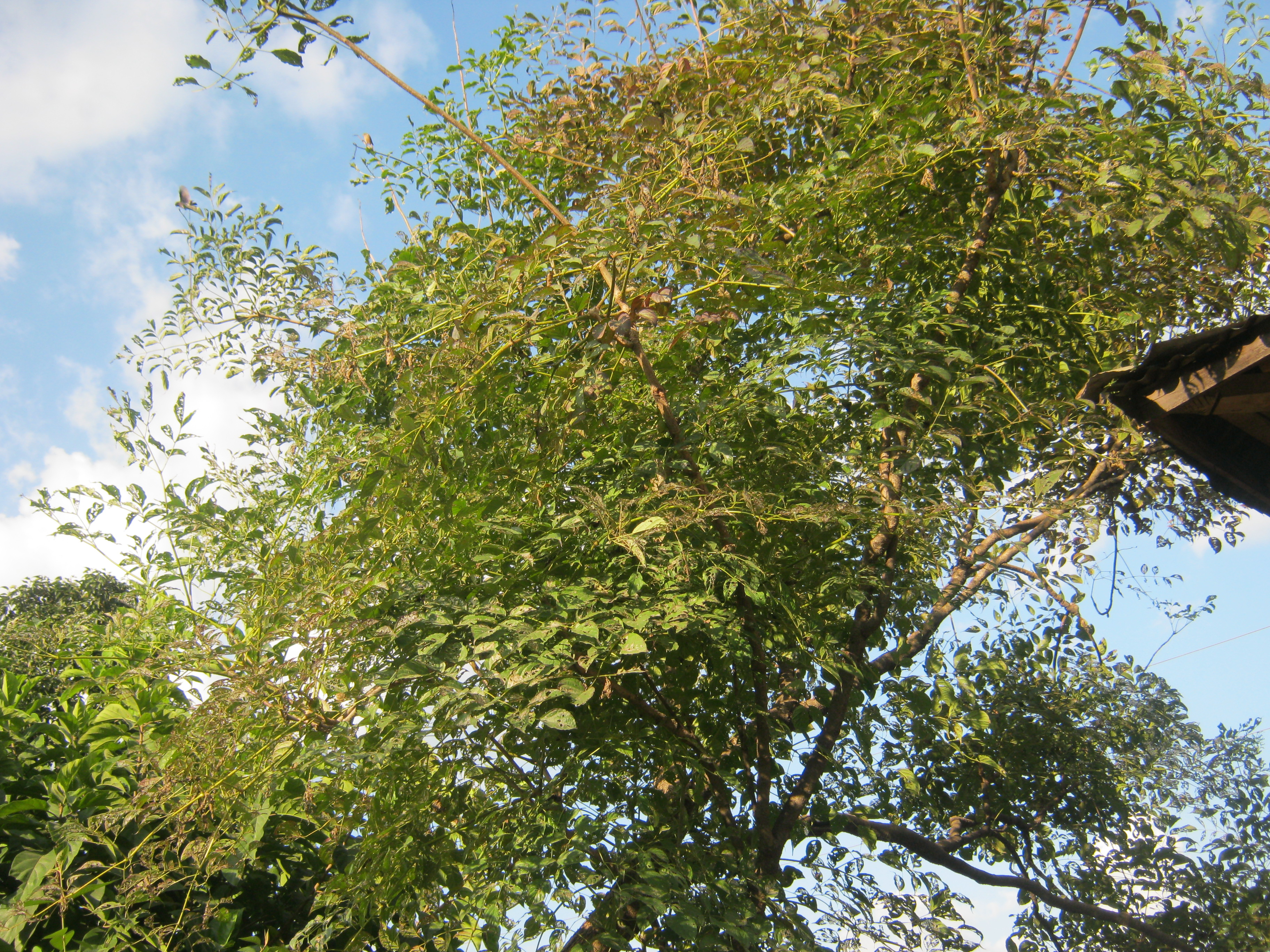
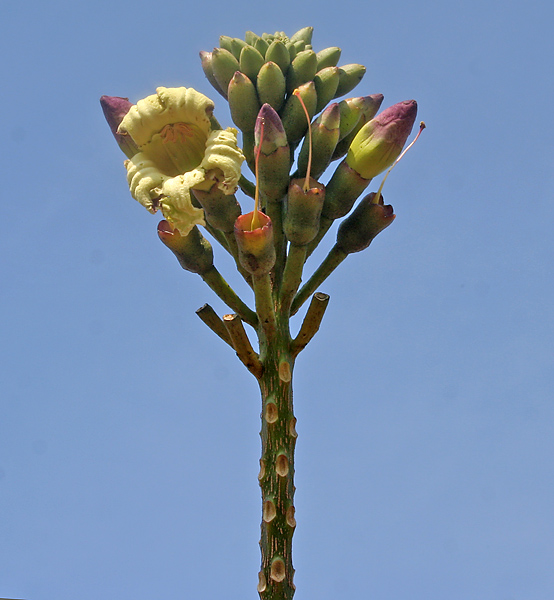
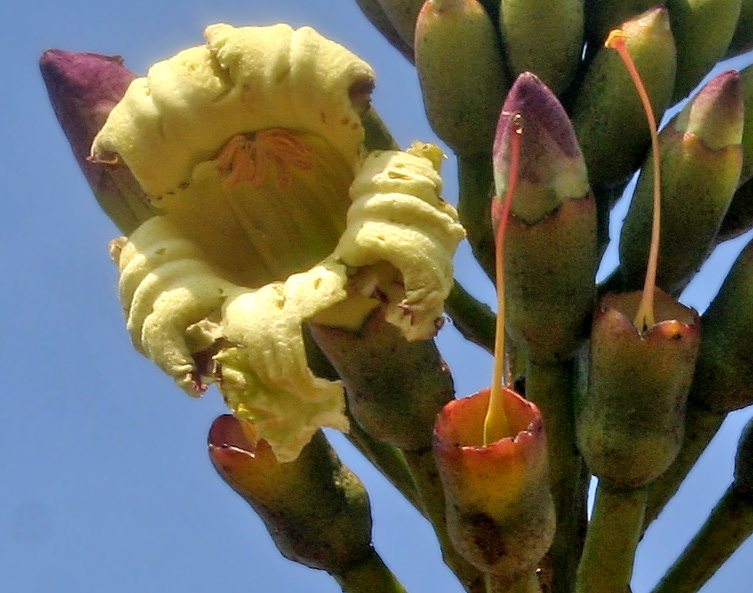
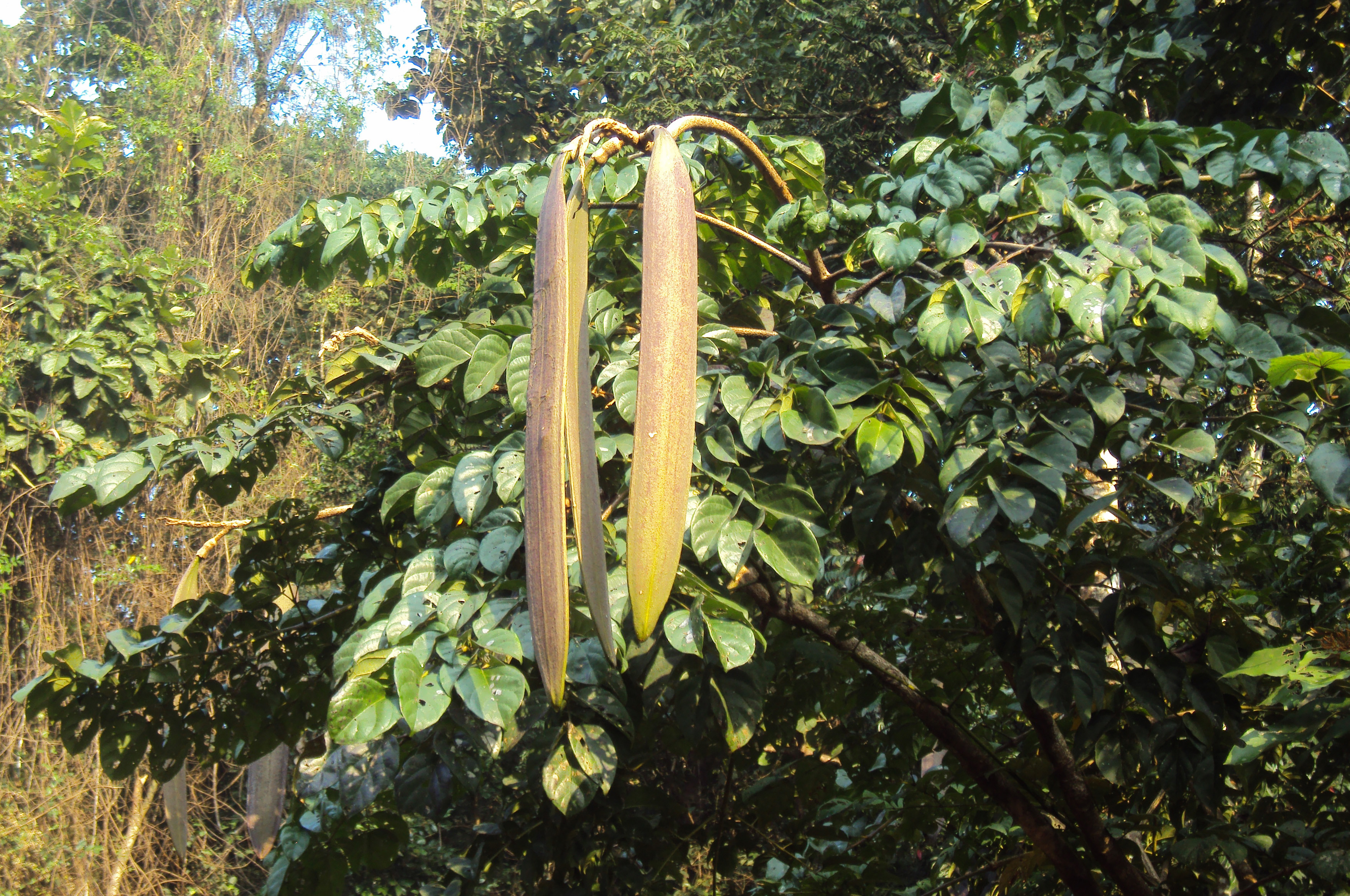
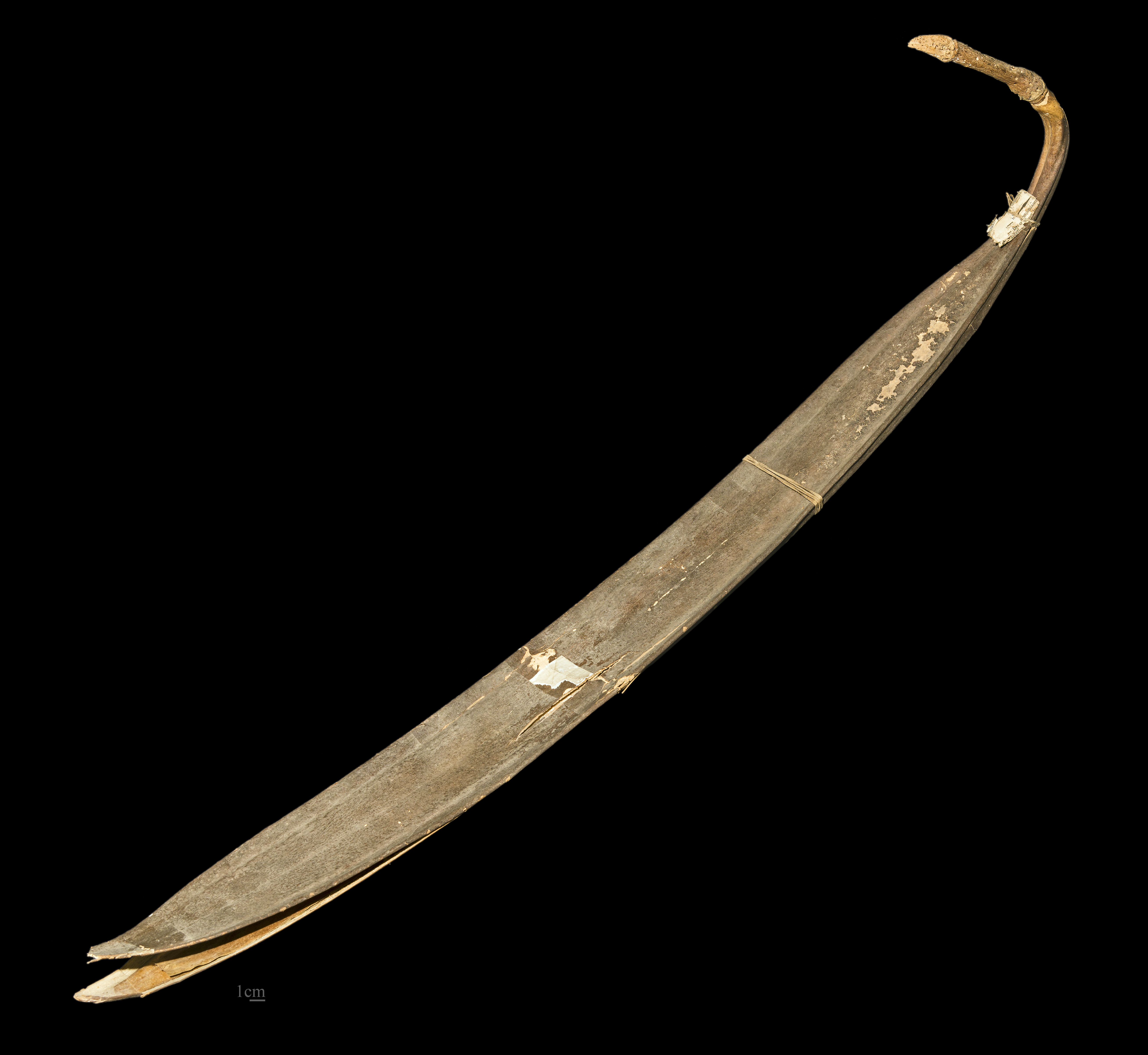

Oroxylum (L. ) Kurz